# Drăghescu
Drăghescu – wieś w Rumunii, w okręgu Ardżesz, w gminie Vlădești. W 2011 roku liczyła 32 mieszkańców.